# Morgonsoffan
Morgonsoffan var ett humorprogram på SVT 1 som främst parodierade traditionella TV-morgonprogram såsom Gomorron Sverige och Nyhetsmorgon. Petra Mede och David Batra spelade Morgonsoffans programledare. Morgonsoffan hade premiär 12 mars 2008 och regisserades av Alain Darborg.
Våren 2008 sändes den första säsongen av Morgonsoffan som gick i 12 avsnitt. Andra säsongen sändes också i 12 avsnitt och visades hösten samma år. Första säsongen sändes mellan 12 mars och 28 maj 2008, andra säsongen sändes mellan 30 september och 16 december 2008.
SVT beskrev programmet som "mysig morgon-TV på kvällstid". Programmet gästades av: experter, paneler, recensenter, kulturkoftor och sportnördar, gestaltade av olika komiker som Björn Gustafsson, Johan Glans, Nour El Refai, Kristoffer Appelquist, Tobias Persson, Anna Granath, Patrik Larsson, Thomas Järvheden, Anna Blomberg och André Wickström. Sketcher och andra inslag visades också. I nästan varje avsnitt av andra säsongen hade Morgonsoffan en gästande komiker i programmet.
Musiken skrevs och framfördes av Marcus Ohlsson och Staffan Gustafsson för Kungen & Hertigen.

## Kända inslag/rollfigurer

### Nyheter med Patrik Larsson
Det är nyheter där Patrik Larsson är nyhetsankare. 
Patrik har David Batra som idol och är nästan förälskad i honom. I första säsongen säger han alltid i slutet på nyhetsinslaget att han lämnar över till David, samt lägger till en komplimang, till exempel "Över till den sagolika David!". I säsong två nämner han även Petra i slutet av programmet, där han driver med henne genom att till exempel säga: "Nu lämnar vi över till David och Göran Greider." 
Han har i första säsongen en meteorolog som hette Mira, som oftast misslyckas med att presentera sina prognoser. Mira gör företrädesvis sina väderreportage ute på stan eller i naturen. Hon spelas av Nour El Refai.
Patrik Larsson medverkade även en gång i inslaget Drömmen blir sann, där han fick umgås en hel dag med David Batra.

### Maakus Bjöönbäj
Spelad av Johan Glans. 
Maakus uppträdde första gången då han vunnit biljetter till en fotbollsmatch mellan Sverige och Ukraina, i sista avsnittet i första säsongen. Till hans kännetecken hör en dialekt med vokala R. Han uppger sig komma från Vaabäj, en liten by utanför Maakayd i Nääke. Maakus är hårdrockare.
I andra säsongen dyker han upp allt oftare, bland annat med inslaget Maakus spartips. Där tipsar han om alternativ för att spara pengar och oftast ingår användning av nudlar i spartipsen. Hans överviktiga flickvän Kitty medverkar också i några inslag.

### Benjamin
Spelad av Björn Gustafsson. 
Benjamin har en osäker attityd och verkar helt sakna självförtroende. Han testar olika aktiviteter i varje avsnitt som han sedan betygsätter på en skala mellan 1 och 5 i form av toast-skivor. Samtliga aktiviteter får fyra toasts utom Segway som får fem. Han provar bland annat förskola, tivoli, Segway, salsa, karate och sång. Han provar även tekniska saker som hörlurar och att använda Youtube.

### Stresscoachen Carl Häger
Spelad av Thomas Järvheden. 
Carl är specialist på positiv stress vilket han vill förmedla, men får själv stå ut med mycket onödig stress. Han har vårdats på Karolinska sjukhuset på grund av utbrändhet. Carl påstår att han för ett ögonblick var dödförklarad där.

### Vakna Sverige
Det är korta inslag för Morgonsoffans kampanj "Bruna bandet" där David eller Petra står jämte en representant för en minoritet för att visa att de inte alls är rädda för det som personen kan tänkas göra enligt olika fördomar.

### Nightvision
Det är en serie där Patrik Larsson spelar ett medium, Karsten Torebjer, som "undersöker det paranormala". Men han ljuger om det bara för att tjäna pengar, vilket oftast resulterar i att han blir avslöjad och t.o.m polisanmäld.
Han är en dansk patriot, vilket visar sig när han till exempel nämner att något kostar ett visst antal danska kronor i Sverige. Karsten brukar säga "Jeg kenner hvad jeg kenner!" när han menar att han känner vad han känner. Men ordet "kenner" är ett påhittat danskt ord, det korrekta att säga vore "Jeg føler hvad jeg føler".

### Jan Hewelius
Spelad av Johan Glans. 
Jan är en otursförföljd reporter, han misslyckas alltid med sina reportage. 
Till exempel hade han ett reportage om SJ:s nya restaurangvagnar, då missade han tåget. Sen försökte han ta ytterligare ett tåg, men misslyckades igen. Till slut tänkte han istället vara på en restaurang på centralstationen. 
Namnet Jan Hewelius kommer troligen ifrån det förlista fartyget M/S Jan Heweliusz.

### Zeke Palm
Spelad av Sissela Benn.
Zeke är en påträngande person som oftast irriterar programledarna David och Petra, då hon besöker studion utan att vara inbjuden.  
Zeke gör korkade saker, som att göra reportage där hon söker en partner på nätet utan att nämna sin identitet. Istället uppger hon en falsk identitet och laddar upp en bild på en annan tjej som är snyggare än vad hon är själv är, för att lura en kille på en dejt. Det resulterar i att när hon sedan träffar killen lämnar han platsen där de träffas (ett café), strax efter att han anlänt.

### Kocken Pierre
Spelad av Björn Gustafsson. 
Pierre är en kock på dåligt humör som bara lagar enkel mat (som exempelvis mackor, varmkorv, våfflor och havregrynsgröt.) Ändå påstås han ha varit på "de riktigt stora krogarna".

### Louise Järleskog
Spelad av Anna Granath. 
Louise är en sexfixerad sportkommentator som mer fokuserar på de manliga fotbolls- och hockeyspelarnas könsorgan än den seriösa fotbollen, som Henke Larssons, Rami Shaabans och Zlatan Ibrahimovićs. Detta har gjort att tingsrätten har varit inblandad.

### Drömmen blir sann (eller Drömmen blev sann)
I detta inslag får folk sina drömmar uppfyllda, vilket Petra Mede fixar, som att Björn Hellberg fick en heldag med artisten Danny Saucedo. 
I det första inslaget av "Drömmen blir sann" förekom en man som nästan fick sin dröm uppfylld. Mannen ville simma med delfiner, men fick istället simma med en man som har simmat med delfiner.

### Tittarombudsmannen (eller -kvinnan) Emelie
Spelad av Nour El Refai. 
Emelie är Morgonsoffans tittarombudsman som varje gång får klagomål från tittarna angående program som sänts på SVT. Det gör henne arg och hon påstår att det är lätt att åtgärda klagomålen, något som inte skulle kunna uppskattas av tittarna. 
När Petra brukar välkomna Emelie till Morgonsoffan-studion, säger Petra oftast: Nu säger vi välkommen till våran tittarombudsman - eller kvinna!

### Kocken Berit
Spelad av Anna Blomberg. 
Berit är en kock från den fiktiva orten Knähult i Småland som ger tips på mat till olika tillfällen. Hon har en bakgrund inom skolbespisning, är principfast och lagar mat med inspiration av äldre skolmaträtter i Sverige. Det är viktigare att maten är rejäl och har traditioner än att den ser bra ut på tallriken eller att andra tycker att den smakar bra.

### Kalle Knasboll & Hotlips
Kalle spelas av Tobias Persson och Hotlips av Anna Granath.

### Vinprovning med Nils Kronberg
Spelad av André Wickström.

### Nalle Westman
Spelad av Johan Glans.

### Birgitta Bollerud
Spelad av Anna Blomberg.